# الفارس ذو جلد النمر
تحرير الفارس ذو جلد النمر (بالجورجية: ვეფხისტყაოსანი) هي قصيدة ملحمية، التي تتألف من أكثر من 1600 الرباعيات، وكتب في القرن 12 من ملحمة الشاعر الجورجي شوتا رستافلي، الذي كان الأمير وأمين الصندوق في البلاط الملكي من الملكة تامار جورجيا. وفارس في جلد الفهد وغالبا ما ينظر إليها على جورجيا في ملحمة وطنية. القصيدة وقد اشاد بها النقاد لغتها وتأثير درامي. القصيدة كانت أول مطبوعة في 1712، في تبليسي.

## روابط خارجية
- الفارس ذو جلد النمر على موقع الموسوعة البريطانية (الإنجليزية)